# Maria Montell
Maria Montell (født 17. januar 1969) er en dansk sangerinde og sangskriver. Hun har udgivet flere soloalbums og optrådt med andre kunstnere.
Hun har været kæreste med Kronprins Frederik (i dag Kong Frederik 10.), men er i dag gift med Tomas Villum Jensen.

## Karriere
Hendes far var aktiv musiker og havde en stor kærlighed til jazzen, hvorfor kunstnere som Nancy Wilson, Billie Holiday, Astrud Gilberto, Antonio Carlos Jobim og Herbie Hancock hører til hendes første musikalske inspirationskilder. Som barn fik hun et orgel forærende af faderen, men lysten til sang overskyggede lysten til at terpe klaverteori – og allerede fra 12-års alderen sang hun flittigt, hvor hun kunne komme af sted med det. Hun blev "opdaget" som 17-årig under en opvarmningskoncert for Sanne Salomonsen, men selvom det i 1987 førte en enkelt single, "Satser på dig", med sig, var der stadig langt til en egentlig solokarriere. Efter gennemført studentereksamen i 1989 tog Maria Montell til Spanien, hvor hun i fire måneder ernærede sig som natklubsangerinde. Hun fik også lyttet til det spanske sprog, hvilket senere kom hende til gode, da flere af sangene fra 1996-albummet Svært at være gudinde blev til hits i spanske oversættelser.[kilde mangler]
Gennem alle ungdomsårene var Montell særdeles aktiv i Helsingørs frodige musikmiljø, og her mødte hun musikeren og komponisten Morten Remar, der blev en vigtig samarbejdspartner i hendes karriere, og som hun også dannede par med i en periode. Hun skulle dog omkring adskillige orkestre og kor-jobs for danske kunstnere og bands som Dodo & The Dodos, Kaya og svenske Orup, før hun med Remar i producerstolen i 1994 kunne solo-debutere med albummet Jeg er her for dig, hvor både titelnummeret og "Sådan går det hver gang" blev store hits og blev Grammy nomineret i kategorien Årets nye navn. Efter en lang række koncerter fik Maria Montell skrevet sangene til og indspillet sit andet soloalbum, Svært at være gudinde, hvorfra singlen "Imens hun sang (Di Da Di)" blev et øjeblikkeligt hit.[kilde mangler] Albummet blev efterfølgende indspillet på engelsk og delvist på spansk, og det meste af 1997 tilbragte Maria Montell på en lang promotiontur til en række af de mere end 20 lande, der indtil nu har udgivet albummet.
"Di Da Di" blev ikke bare et stort hit for Maria Montell. Det blev også – via en coverversion – et kæmpe hit i det fjerne østen, da den taiwanesiske stjerne CoCo Lee oversatte sangen til mandarin og gjorde den til den første single fra et album, der endte med at sælge over 1 million eksemplarer. Såvel Montells egen succes med sangen som Coco Lees store hit har gjort "Di Da Di" til en sang, reklamebureauer i såvel Østen som Europa har ønsket at bruge, hvorfor den gennem tiden har været soundtrack til både Elida, Pepsi, Panasonic, Kloster Beer, Autan Fresh og Aiwa.[kilde mangler] Den har ligeledes været brugt som ringetone til mobiltelefoner i Hong Kong.[kilde mangler]
Maria Montell udgav Think Positive, der var hendes første album hos pladeselskabet Universal. Think Positive var det første album fra sangeren i næsten fire år og hendes første originaludgivelse udelukkende med engelsksprogede sange. Indspilningerne var, på nær en enkelt sang, foretaget i Stockholm og København, primært sammen med den svenske producer og sangskriver Douglas Carr og hans team. De stod blandt andet bag singlerne "It's All Very Simple" og "Think Positive".
En god del af sangene stammer fra to længerevarende USA-ophold i 2000 og 2001, hvor Maria Montell skrev sammen med en lang række amerikanske sangskrivere, bl.a. Billy Steinberg, Rick Neigher, Rick Nowels og Tamara og Bill Champlin, som alle har bidraget til Think Positive. Også de svenske forbindelser, der blev etableret i forbindelse med albummet Se (1998), blev plejet i processen. Flere sange er skrevet sammen med Douglas Carr, og også den ligeledes Stockholm-baserede producer Moh Denebi har bidraget.
Maria Montell har desuden udgivet børnebøgerne Drengen, der havde alt og Prinsesser spiller ikke fodbold.
I 2005 blev Maria nomineret til en Robert for musik til filmen Solkongen[kilde mangler] med Nikolaj Lie Kaas og Birthe Neumann sangene blev taget fra det anmelderroste[kilde mangler] album Bossa for my baby indspillet med bland andre Thomas Clausen, Afonso Correa, Mikkel Nordsø, Fernando de Marco (Brasilien) med Prags Symfoniorkester.
I 2009 leverede hun soundtrackene Until the end of the world og Bang Bang Boogie til den danske film Ved verdens ende. Sangen "Bang Bang Boogie", og dens musikvideo blev indspillet i Frankrig. I videoen medvirkede også Nikolaj Lie Kaas, som desuden havde en af hovedrollerne i filmen.
2012 skrev Maria Sangene til Dorthe Kollos danske album Lykken ligger lige her i samarbejde med The Antonelli Orchestra og Stig Kreutzfeldt.
2014 indspillede hun NU album i Stockholm med Gunnar Norden, som indspillede og producerede Lisa Ekdahls første soloalbum.
I 2018-19 var Maria på turné med en trio består af soul og jazzbassist Bastian Sjelberg, vibrafonist Carsten Skov og guitarist Hannibal Gustafsson, med musik fra albummet Soy Maria
Fra 2012-2020 har Maria Montell løbene været en del af Benjamin Koppels Jazz Galla med plade indspilninger og Live koncerter rundt i Danmark.

## Privatliv
Efter hun og Morten Remar gik fra hinanden i 1995 var hun en overgang kendt som kronprins Frederiks kæreste i slutningen af 90'erne, men er i dag gift med filminstruktøren Tomas Villum Jensen, med hvem hun har tre børn. Villum, Smilla og Lilly.
2010-2014 ambassadør for 3literrentvand i samarbejde med Røde Kors og Kildevæld i Sydsudan/Kenya og Uganda.
2014-2016 ambassadør for Kaffe for en bedre fremtid i samarbejde med Fairtrade og Just fair for Peter Larsen Kaffe i Othaya, Kenya.
2016-2019 Maria Montell er ambassadør for Stafet for livet (Kræftens bekæmpelse) og Dansk Røde Kors.

## Diskografi

### Studiealbum
- Jeg er her for dig (Pladecompagniet, 1994)
- And So the Story Goes... (Epic, 1996)
- Svært at være gudinde (Adversity, 1996)
- Se (Pladecompagniet, 1999)
- Nightbird (Sony, 2000)
- Think Positive (Universal, 2002)
- Bossa for My Baby (Bossa for My Baby, 2005)
- Nu (ArtPeople, 2014)
- Soy Maria (AEM/Sony, 2018)

### Singler
- Julesneen Falder (2019)
- Vi fløj afsted (2021)
- Mit Ukraine (2022)
- Er vi okay? (2023)
- M.A.G.I.C (2024)